# Pamela Myers
Pamela Myers (Hamilton, 15 luglio 1947) è un'attrice statunitense, attiva in campo teatrale, televisiva e cinematografica.

## Biografia
Pamela Myers ha fatto il suo debutto a Broadway nel 1970 nel musical di Stephen Sondheim Company, per cui è stata candidata al Tony Award alla miglior attrice non protagonista in un musical. Ha recitato ancora a Broadway nei musical The Selling of the President (1972) e Into the Woods (2002). Ha recitato anche in numerose serie TV, tra cui Alice, A cuore aperto e Agli ordini papà.

## Filmografia parziale

### Cinema
- Protocol (La nostra agente in Otar) (Protocol), regia di Herbert Ross (1984)

### Televisione
- Happy Days – serie TV, episodio 2x23 (1975)
- A tutte le auto della polizia (The Rookies) – serie TV, 1 episodio (1975)
- Starsky & Hutch – serie TV, 1 episodio (1977)
- Alice – serie TV, 4 episodi (1979-1984)
- CHiPs – serie TV, 1 episodio (1982)
- A cuore aperto (St. Elsewhere) – serie TV, 1 episodio (1985)
- Agli ordini papà (Major Dad) – serie TV, 1 episodio (1993)